# Safari Hunt
Safari Hunt è un videogioco del 1986 per Sega Master System. Incluso nella versione 2.4 del BIOS della console, il gioco è stato distribuito nelle raccolte Hang-On & Safari Hunt e Marksman Shooting / Trap Shooting / Safari Hunt.

## Modalità di gioco

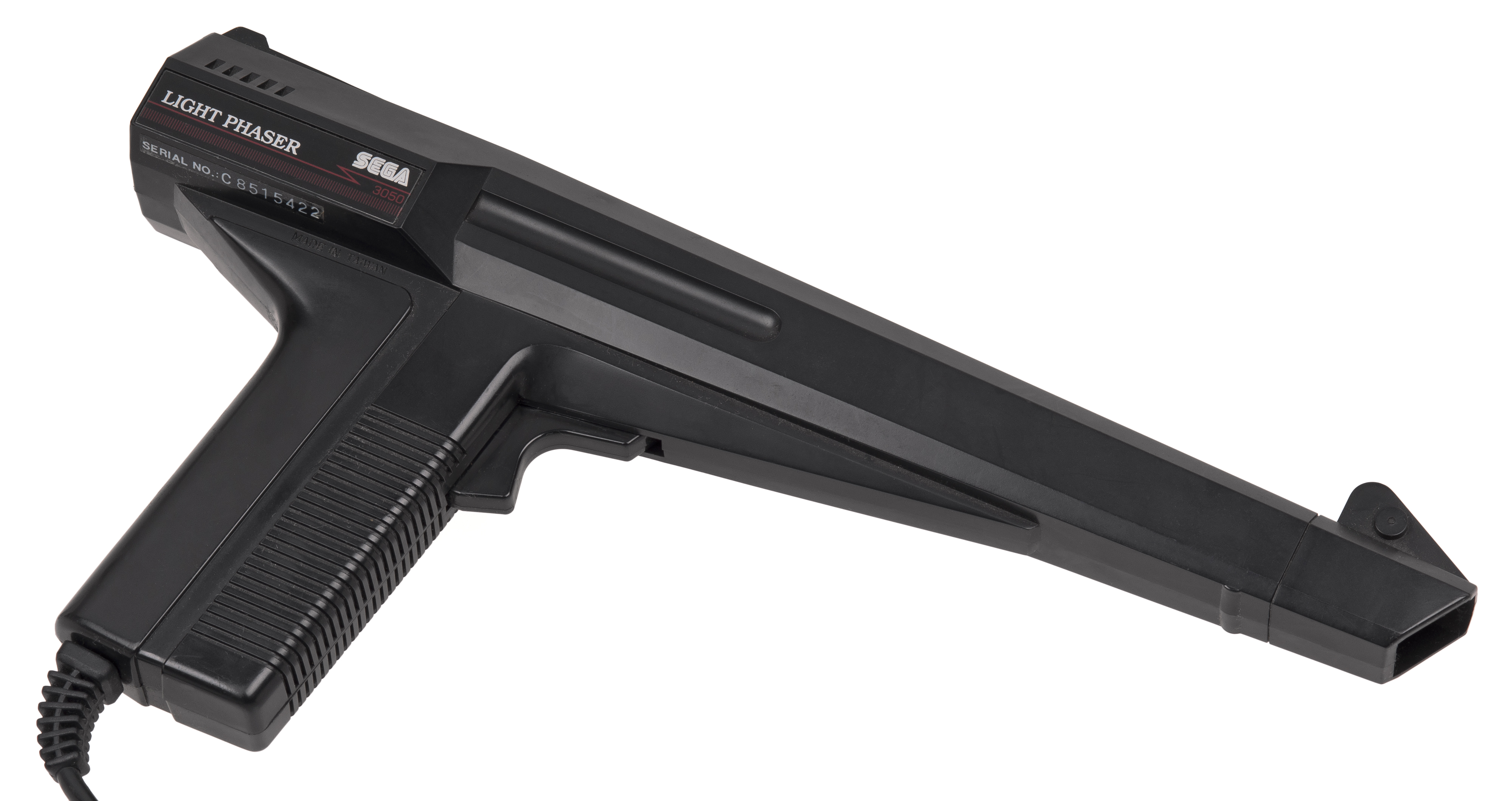
Light Phaser

Safari Hunt presenta un gameplay simile a Duck Hunt per Nintendo Entertainment System. Nel videogioco si utilizza la pistola ottica del Sega Master System per eliminare gli animali che compaiono nei tre scenari di gioco.